# Ummidia audouini
Espèce
Synonymes
- Pachyloscelis audouinii Lucas, 1835
- Mygale solstitialis Hentz, 1842
- Mygale carolinensis Hentz, 1842
- Pachylomerus turris Atkinson, 1886
- Pachylomerus tuobitus Chamberlin, 1917
- Ummidia tuobita (Chamberlin, 1917)
- Pachylomerides absolutus Gertsch & Mulaik, 1940
- Ummidia absoluta (Gertsch & Mulaik, 1940)

Ummidia audouini est une espèce d'araignées mygalomorphes de la famille des Halonoproctidae.

## Distribution
Cette espèce est endémique des États-Unis. Elle se rencontre au Texas, en Louisiane, en Arkansas, en Oklahoma, au Missouri, en Illinois, en Indiana, en Ohio, au Maryland, en Virginie, au Kentucky, au Tennessee, en Caroline du Nord, en Caroline du Sud, en Géorgie, en Floride, en Alabama et au Mississippi.

## Systématique et taxinomie
Cette espèce a été décrite sous le protonyme Pachyloscelis audouinii par Lucas en 1835. Elle est placée dans le genre Actinopus par Lucas en 1837, dans le genre Sphodros par Walckenaer en 1841, dans le genre Pachylomerus par Simon en 1891, dans le genre Pachylomerides par Strand en 1934 puis dans le genre Ummidia par Roewer en 1955.

## Étymologie
Cette espèce est nommée en l'honneur de Jean-Victor Audouin.

## Publication originale
- Lucas, 1835 : « Genre Pachyloscelis Lucas. » Magasin de zoologie, Guérin, vol. 6, no 8, p. 1-6 (texte intégral).